# 교황 비오 8세
교황 비오 8세(라틴어: Pius PP. VIII, 이탈리아어: Papa Pio VIII)는 제253대 교황(재위: 1829년 3월 31일 ~ 1830년 12월 1일)이다. 세속명은 프란체스코 사베리오 카스틸리오니(이탈리아어: Francesco Saverio Castiglioni)이다.

## 생애
1761년 11월 20일 이탈리아 안고나의 친골리에서 태어났다. 오시모와 볼로냐 그리고 로마에서 교육을 받은 후 1785년 로마 가톨릭 교회의 신부로 서품되었다. 교회법 학자로 아나니와 친골리에서 총대리로 일하다가 1800년 몬탈토의 주교가 된 후 1808년 나폴레옹 보나파르트에게 선서를 거부하여 투옥되었다. 교황 비오 7세는 그를 좋게 보아 프라스카티의 교구장으로 임명하였다. 교황 레오 12세의 선종 후 5주간 지속된 콘클라베에서 교황으로 선출되었으나 건강이 좋지 않아 전례 거행도 어려웠다.
비오 8세는 전임 교황들의 보수주의를 탈피하려고 노력하였다. 칙서 Traditi numiliati를 통해 교황의 권위를 강조하고 종교적인 무관심주의와 투쟁하며 혼인법을 준수하고 로마 가톨릭 교육을 증진시키며 비밀 결사대들을 단배하였다. 또한 1829년 5월 24일 칙서 Litteris altero를 통해 프리메이슨을 단죄하였다.
교황령에 대해서는 레오 12세보다 더 온건한 정책으로 경제적인 면과 사회적인 개선 정책을 펴 나갔다. 프로이센과의 관계에 있어서 혼종혼의 문제가 생겼다. 라인란트와 베스트팔리아를 확보한 프로이센은 혼인 재판 관할권과 자녀의 신앙 문제와 학교 등에 대하여 로마 가톨릭에 반대되는 법령을 반포하였는데, 이에 반대한 로마 가톨릭 교회 주교들이 모두 투옥되어 1824년에 맺은 정교 협정이 폐기되고 말았다.
프랑스에서는 반 로마 가톨릭 교회적인 법령이 서서히 철회되기 시작하고 교황청과 다시 정상적인 관계를 맺게 되었다. 비오 8세는 혁명으로 인해 왕위에 오른 루이 필리프에게 ‘가장 그리스도인다운 왕’이라는 칭호를 부여하였다. 루이 필리프 왕은 로마 가톨릭에 대해 원조와 보호를 아끼지 않았으므로, 프랑스의 로마 가톨릭 교회는 독립을 유지할 수 있었다. 전통적인 개신교 국가인 네덜란드는 1827년 교황청과 정교 협정을 맺었으나 빌헬름 1세가 남부 지역에서 로마 가톨릭을 허용하지 않자 자유주의자들과 연합한 로마 가톨릭 신자들이 독립을 선언하였다.
| 전임 레오 12세 | 제253대 교황 1829년 3월 31일 ~ 1830년 12월 1일 | 후임 그레고리오 16세 |

## 같이 보기
- 교황 목록